# Star (Alberta)
Pour les articles homonymes, voir Star.
Star est un hameau (hamlet) du Comté de Lamont, situé dans la province canadienne d'Alberta.